# Benyovszky család
A benyói és urbanói nemes és gróf Benyovszky család egyike a 14. századból eredő magyar nemesi családoknak.

## Története
Károly Róbert idején említik először a családot, ekkor Záh Felicián rokonai lévén Lengyelországba menekülni kényszerültek. Innen Zsigmond uralkodása alatt visszatért két testvér, Benjámin és Urbán, majd az 1396-os nikápolyi ütközetben harcoltak. Harci érdemeikért Zsigmond király újra felvetette őket a magyar nemesek közé, valamint a Vág mentén adományt is kaptak. Valószínűleg a két testvér nevéből ered a két családnév, Benjámin a Benyovszky családot, míg Urbán az Urbanovszky családot alapította. Később, 1566-ban Benyovszky György Miksától a benyói és urbanói birtokokra adománylevelet kapott, melyben az Urbanovszkyak birtokát is megerősítette. György három fia, Gábor, Ádám és Burián a család három fő ágazatának lettek az alapítói. Mára Gábor ága már kihalt, de a többi kettőnek még élnek leszármazottai. A család több neves tisztviselőt, művészt és katonát is adott az országnak.
Benyovszky Móric utazó és kalandor 1772-ben Franciaországban kapott bárói címet, hazatérve pedig grófi rangra emelkedett, melyet halála után, 1792-ben öccsére, Emánuelre is kiterjesztettek. A grófi ág kihalt, de örökbefogadás útján egy másik ágra szállt át a főnemesi cím 1902-ben.
Benyovszky Károly gyermekei édesanyjuk vezetéknevét vették fel, így ők már Szelényi néven szerepelnek.

## Nevezetes családtagok
- Benyovszky István (1898–1969) festőművész
- Benyovszky Károly (1886–1962) író, újságíró, műfordító, színháztörténész
- Benyovszky Lajos (1824–1908) ügyvéd, nagybirtokos
- Benyovszky Móric (1746–1786) utazó, kalandor, Madagaszkár királya
- Benyovszky Móric (1872–1936) politikus
- Benyovszky Pál (1696–1743) jezsuita szerzetes, pozsonyi rendházfőnök
- Benyovszky Rudolf (1874–1954) mezőgazdász, főhadnagy, politikus
- Benyovszky Rudolf (1874–1955) jogász, nagybirtokos, hegedűművész, festő
- Benyovszky Sámuel (1744–1790) ügyvéd, királyi ügyész
- Benyovszky Sándor (1838–1913) nagybirtokos, utazó, politikus
- Benyovszky Zsigmond (1798–1873) publicista, akadémikus, az MTA levelező tagja
- Szelényi Károly (1943–) fotóművész